# حالت شبانه

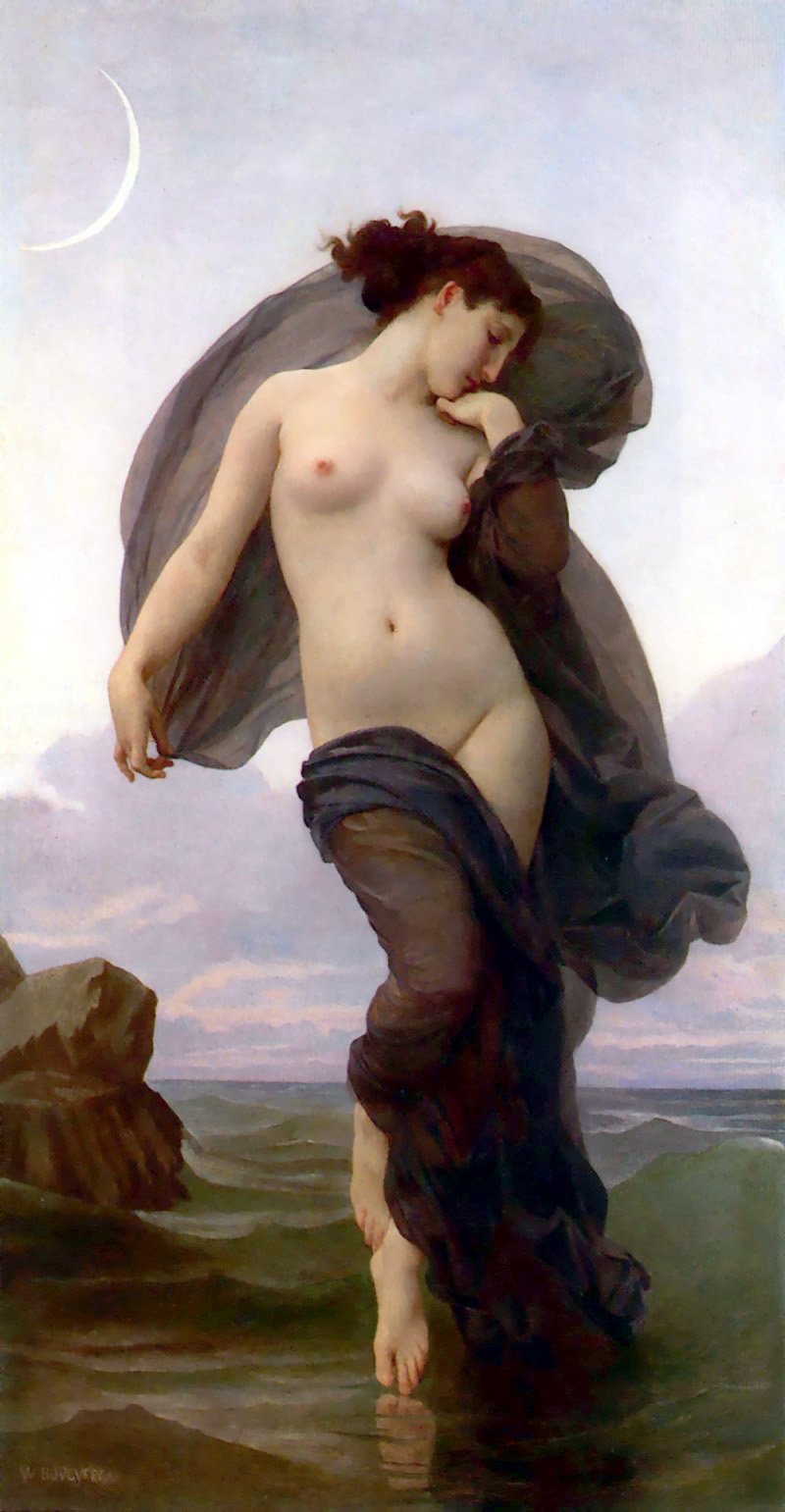
بوگرو-حالت شبانه ۱۸۸۲

حالت شبانه (انگلیسی: Evening Mood) یک نقاشی از ویلیام-آدولف بوگرو نقاش رئالیسم و آکادمیک فرانسه می‌باشد که در سال ۱۸۸۲ طرح گردید، این نقاشی بوگرو امروزه در مجموعه‌ٔ موزهٔ هنرهای زیبای هاوانا در کوبا قرار دارد